# Philippe Lamberts
Philippe Lamberts (Brussel, 14 maart 1963) is een Belgisch politicus en voormalig Europarlementariër voor Ecolo.

## Leven en werk
Lamberts studeerde in 1986 af als ingenieur aan de UCL en werkte daarna van 1987 tot 2009 voor de technologische firma IBM.
In 1991 trad hij toe tot de partij Ecolo. Voor deze partij werd hij in 1994 verkozen tot gemeenteraadslid van Anderlecht en bleef dit gedurende twee legislaturen, tot eind 2006. Tussen 1999 en 2003 werkte hij eveneens als adviseur op het kabinet van Isabelle Durant, vicepremier en minister van Mobiliteit en Vervoer in de regering-Verhofstadt I. Lamberts verdiepte er zich in de thema's internationale betrekkingen en veiligheid.
Vanaf 1999 vertegenwoordigde Lamberts Ecolo bij de Europese Federatie van Groene Partijen en in 2003 trad hij toe tot het uitvoerend bureau van deze partij, die hij mee hielp om te vormen tot de Europese Groene Partij. Van 2006 tot 2012 was hij covoorzitter van de Europese Groene Partij, aan de zijde van de Oostenrijkse Ulrike Lunacek (2006-2009) en de Italiaans-Belgische Monica Frassoni (2009-2012). Daarnaast is Philippe Lamberts lid van de partij Groen.
Bij de Europese verkiezingen van juni 2009 werd Lamberts voor Ecolo verkozen in het Europees Parlement. Hij werd er lid van de commissie industrie, onderzoek en energie en was van 2009 tot 2010 plaatsvervangend en van 2010 tot 2014 effectief lid van de commissie economische en monetaire zaken. In 2013 haalde Lamberts de internationale financiële pers vanwege zijn strijd tegen te hoge bonussen voor bankmanagers, iets dat hem de bijnaam "bonus snatcher" opleverde. Bij de Europese verkiezingen van mei 2014 trok Lamberts de Ecolo-lijst en werd hij herkozen. Kort nadien werd hij aangesteld tot een van de fractieleiders van de De Groenen/Vrije Europese Alliantie. Ook bij de Europese verkiezingen van mei 2019 werd Lamberts herkozen. Hij bleef aan als fractieleider. Bij de Europese verkiezingen van juni 2024 was Lamberts geen kandidaat meer, zodat aan zijn parlementaire loopbaan een einde kwam.
Na zijn carrière in het parlement werd hij eind 2024 klimaatadviseur van Commissievoorzitter Ursula von der Leyen in de tweede Europese Commissie die door haar geleid wordt.

## Eretekens
- 2019: Ridder in de Orde van Leopold II[6]